# Javno perilo na Torcu
Javno perilo na Torcu u Kaštel Gomilici, Torac, Grad Kaštela,zaštićeno kulturno dobro,

## Opis dobra
Nastalo u 19. do 20 stoljeću.

## Zaštita
Pod oznakom P-5206 zavedeno je kao nepokretno kulturno dobro - pojedinačno, pravna statusa preventivno zaštićena kulturnog dobra, klasificirano kao "profana graditeljska baština".